# 上ノ国駅
上ノ国駅（かみのくにえき）は、北海道檜山郡上ノ国町大留（おおどめ）にあった北海道旅客鉄道（JR北海道）江差線の駅（廃駅）である。かつては急行「えさし」の停車駅だった。電報略号はカニ。事務管理コードは▲141416。

## 概要
上ノ国町の中心駅であった。国鉄末期までは駅員が配置されていたものの、その後簡易委託駅となり、廃止時には江差駅が管理する無人駅であった。
1988年（昭和63年）2月1日のJR松前線の廃止後、北海道最西端の駅となっていたが、当駅廃止に伴いその座を鷲ノ巣駅に譲った。

## 歴史

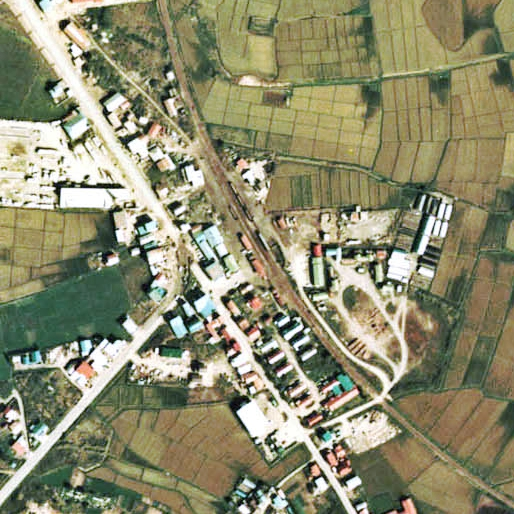
1976年の上ノ国駅と周囲約500m範囲。上が江差方面。島状だが駅裏片側使用の単式ホーム1面1線で、駅舎とホーム間に駅舎横の江差側に設けられた貨物ホームを利用する貨物積卸線が敷かれており、無蓋車が1輌留置されている。また駅裏にはもう1線貨物線が敷かれ、これも江差方に高床の貨物ホームを有していて、写真では3輌の無蓋車が留置されている。このホームには無蓋車専用積込み用のスロープも設けられていた。駅舎から島状の単式ホームまでは構内踏切があったが、この高床ホームへは乗降客のための構内踏切などの連絡設備は一切設けられていない。この駅裏の貨物ホームを外れた先にDCが1輌留置されている。

- 1936年（昭和11年）11月10日：国有鉄道（鉄道省）江差線の湯ノ岱駅 - 江差駅間開通に伴い、一般駅として開業[3]。
- 1943年（昭和18年）3月1日：戦時下の重要物資輸送の要求から国営自動車上ノ国営業所開設。石崎の中外鉱業上国鉱業所、及び今井石崎鉱山から当駅積込場までの25kmをトラックによりマンガン鉱石を運搬[4]。
- 1949年（昭和24年）6月1日：日本国有鉄道法施行に伴い、日本国有鉄道（国鉄）に継承。国営自動車が国鉄自動車に改称。
- 1960年（昭和35年）10月1日：準急「えさし」運行開始[1]。
- 1965年（昭和40年）4月1日：貿易自由化により国内産マンガン鉱石の需要が減ったため、国鉄自動車上ノ国営業所が運搬業務を廃止するとともに営業所を廃止[注 2]。
- 1977年（昭和52年）11月19日：業務委託化[1]。
- 1980年（昭和55年）10月1日：急行「えさし」廃止[1]。
- 1982年（昭和57年）11月15日：貨物扱い廃止[1]。
- 1985年（昭和60年）3月14日：荷物扱い廃止[1]。
- 1986年（昭和61年）11月1日：無人駅（簡易委託）化[1]。
- 1987年（昭和62年）4月1日：国鉄分割民営化により北海道旅客鉄道（JR北海道）に継承。
- 1992年（平成4年）1月10日：商工会、観光案内所との複合駅舎に改築[1]。
- 1995年（平成7年）：簡易委託廃止、完全無人化[1]。
- 2014年（平成26年）5月12日：江差線の木古内駅 - 江差駅間の廃止に伴い廃駅[5]。

## 駅構造
廃止時点では片面ホーム1面1線をもつ地上駅で、列車の交換はできなかった。駅舎は商工会を併設した日本家屋風の2階建てであった。駅裏側には石崎の鉱業所から運搬されたマンガン鉱石積込用貨物ホームが残されていた。

## 利用状況
| 乗車人員推移 | 乗車人員推移     |
| 年度         | 一日平均乗車人員 |
| ------------ | ---------------- |
| 2011         | 3                |
| 2012         | 2                |
| 2013         | 1                |

## 駅周辺
- 国道228号
- 道の駅上ノ国もんじゅ
- 花沢館跡（国指定史跡） - 道南十二館のひとつ。
- 洲崎館跡（国指定史跡） - 砂館神社が建っており鳥居が目印。
- 上ノ国勝山館跡（国指定史跡）
- 夷王山神社 - 武田信広を祀る。
- 上国寺本堂（重要文化財）
- 上ノ国八幡宮本殿（町指定文化財）
- 旧笹浪家住宅母屋・土倉（重要文化財）
- 観音堂 - 円空仏がある。
- 上ノ国町役場
- 江差警察署上ノ国駐在所
- 上ノ国郵便局
- 道南うみ街信用金庫上ノ国支店
- 新函館農業協同組合（JA新はこだて）上ノ国支店
- 上ノ国総合福祉センター
- 北海道上ノ国高等学校
- 上ノ国町立上ノ国小学校
- 上ノ国町立上ノ国中学校
- 中崎団地
- 上ノ国保育所

## 駅跡
商工会が併設されていたためしばらく旧駅舎は残存していたが、大留地区複合施設の建設により旧駅舎は解体されることになり、商工会も2021年（令和3年）4月14日に事務所を仮移転した。大留地区複合施設は2022年1月に完成。町民ギャラリーやキッズスペースが併設された多目的ホール等があり、バス待合所としても利用可能。商工会事務所も施設内に併設された。同年4月1日からは函館バスの江差線廃止代替路線「江差木古内線」の停留所「大留」も複合施設前に移設されている。なお、駅があった当時は、函館バス小砂子線の「上ノ国駅前」停留所が駅前の国道沿いにあったが、江差線廃止後の2020年10月1日に「大留」に統合されている。
駅前の国道228号と北海道道5号江差木古内線の交差点は、2021年10月に北海道では初のラウンドアバウトに改良された。

## 隣の駅
北海道旅客鉄道（JR北海道）
江差線
中須田駅 - 上ノ国駅 - 江差駅